# 1812 km de Catar
Los 1812 km de Catar es una carrera de resistencia que se disputa en el Circuito Internacional de Losail, Catar. Se espera que la carrera este en el calendario del Campeonato Mundial de Resistencia de la FIA desde el 2024 hasta el 2029.

## Historia
La carrera se anunció el lunes 12 de diciembre del 2022 por la noche en Doha, la capital del Catar y que remplazara a las 1000 Millas de Sebring. En 2024 el circuito también albergará el Prólogo de la competición. Catar se convertirá en el segundo país de Oriente Medio que alberga una carrera del Campeonato Mundial de Resistencia de la FIA después de Baréin, que tiene un contrato en vigor hasta 2027.
La carrera fue anunciada con una duración 6 horas de Catar, pero fue cambiado a 1812 km en una rueda de prensa enfrente del Automobile Club de l'Ouest durante las 24 Horas de Le Mans de 2023. La longitud de 1812 km deriva de la fecha del día nacional de Catar, 18 de diciembre, y tendrá un límite de tiempo de 10 horas. Los primeros 1812 km de Catar se celebraron el 2 de marzo de 2024.

## Ganadores
| Año  | Pilotos                                     | Automóvil    | Escudería                 | Campeonato                                  |
| ---- | ------------------------------------------- | ------------ | ------------------------- | ------------------------------------------- |
| 2024 | Kévin Estre André Lotterer Laurens Vanthoor | Porsche 963  | Porsche Penske Motorsport | Campeonato Mundial de Resistencia de la FIA |
| 2025 | Antonio Fuoco Miguel Molina Nicklas Nielsen | Ferrari 499P | AF Corse                  | Campeonato Mundial de Resistencia de la FIA |